# Skogsnarv
Skogsnarv (Moehringia trinervia) är en växtart i familjen nejlikväxter.